# AK Press
AK Press és una editorial independent i distribuïdora de llibres, autogestionada per les persones treballadores i especialitzada en literatura anarquista i d'extrema esquerra. Amb seu a Chico (Califòrnia), l'empresa està constituïda com una cooperativa.

## Història
AK Press va ser fundada a la ciutat escocesa de Stirling per Ramsey Kanaan el 1987 com a punt de venda per correu postal, i porta el nom de la seva mare Ann Kanaan. El projecte aviat va créixer aventurant-se en la publicació de llibres independents. Kanaan i diversos membres d'AK Press van marxar el 2007 per a formar una nova editorial política, PM Press. AK Press s'organitza com una cooperativa de producció i és propietat de totes les persones del col·lectiu, treballa sense caps i cada membre participa en cada decisió de l'organització. Opera en línia a través d'akpress.org als Estats Units i a través d'akuk.com a Europa. Les obres publicades per AK Press inclouen tant reedicions de clàssics polítics com obres originals sobre anarquisme, antiglobalització i drets dels animals, i sovint són difícils de trobar en els punts de venda convencionals.
AK Press també ha publicat àlbums de paraula parlada de figures com Noam Chomsky, Howard Zinn, Jello Biafra, Arundhati Roy i Mumia Abu-Jamal, i música d'artistes com David Rovics i Utah Phillips.
AK Press també ven roba, pedaços, adhesius i diversos «complements anarquistes», com un mapa del món cap per avall i la bandera roja i negra de l'anarcocomunisme. El març de 2015, un incendi mortal al magatzem d'AK Press al barri West Oakland va provocar que es traslladés a Chico.